# Nichts als Erinnerung
Nichts als Erinnerung ist eine deutsch-österreichische Koproduktion aus dem Jahr 1973. Das Drehbuch basiert auf dem gleichnamigen Roman von Milo Dor aus dem Jahr 1959, in dem er seine eigene Familiengeschichte verarbeitet.

## Handlung
Serbien, 1930er Jahre: Der Bankier und Geschäftsmann Slobodan Raikow hat mit seiner Frau Militza und seinen beiden Söhnen Sascha und Sreten im Wohlstand gelebt, droht im Alter aber immer mehr zu verarmen und verfällt immer mehr dem Alkohol. Auf seinem Landgut hat er Hopfen angebaut, den er in die Tschechoslowakei exportieren und dafür tschechisches Bier importieren wollte. Aufgrund geänderter gesetzlicher Bestimmungen ist dies aber nicht mehr möglich, und um den Hopfen loszuwerden, müsste er ihn zu einem Schleuderpreis verkaufen. Dazu ist er aber zu stolz, trotz der eindringlichen Bitten seiner Frau.
Sein Sohn Sascha, ein ehemaliger Kavallerieoffizier, verdient sein Geld mit Rennpferden. Als sein Geschäftspartner Willy Weiss Suizid begeht, will Sascha seine Pferde und seinen Stall verkaufen und nach Spanien gehen, um auf Seiten der Republikaner am Spanischen Bürgerkrieg teilzunehmen. Sein Geschäftspartner Miko rät ihm davon ab und will ihn stattdessen dazu bewegen, Kamille anzubauen, sie in den Hopfen-Trocknungsanlagen des Vaters zu trocknen und nach Deutschland an die pharmazeutische Industrie zu verkaufen. Sascha lernt bei Willys Beerdigung dessen Witwe Margit kennen – es deutet sich an, dass die beiden ein Verhältnis miteinander beginnen.
Slobodan reist auf sein Landgut zu seinem Gutsverwalter Marko. Erinnerungen an Slobodans Bruder Dragi werden wieder wach, der vor vielen Jahren nach Amerika ausgewandert ist.
Wegen der hohen Steuerschulden soll der Besitz von Slobodan gepfändet werden. Der Pfändungsbeamte Issakowitsch wird von Militza zu Slobodan auf das Landgut geschickt. Dort angekommen, übernachtet er auf dem Landgut und spielt abends mit Slobodan und Marko Siebzehn und Vier, wobei er hoch verliert. Slobodan erlässt ihm seine Spielschulden, weshalb er am nächsten Tag nicht den eingelagerten Hopfen pfändet, sondern nur ein paar weniger wertvolle Gegenstände, darunter das Auto von Slobodans Bruder, das seit Jahren (seit dessen Abreise nach Amerika) nicht mehr gefahren wurde.
Währenddessen bittet Militza ihren Sohn Sascha um Hilfe, der ihr verspricht, Geld aufzutreiben, um eine Pfändung des Familienvermögens abzuwenden. Er verkauft seine Trab-Rennpferde, wobei er auf einem völlig überhöhten Preis und sofortiger Barzahlung besteht. Nach längeren Verhandlungen, vermittelt durch Miko, bekommt er das Geld und reist damit zu Slobodan. Auch Saschas Bruder Sreten will dem Vater helfen und hat auf das Geschäft seiner Frau eine Hypothek aufgenommen, um an Geld zu kommen. Er reist mit seinem Sohn Mladen zu Slobodan ab und trifft im Zug auf Sascha. Dieser hat seine Pläne, nach Spanien zu gehen, aufgegeben und will nun in das von Miko empfohlene Kamille-Geschäft einsteigen, um alles wieder in Ordnung zu bringen. Sreten befürchtet aber, dass die Hilfe für Slobodan zu spät kommen könnte. Damit behält er wohl recht, denn Slobodan trinkt immer mehr und verliert immer stärker den Bezug zur Realität. Sein ausgewanderter Bruder erscheint ihm, kurz darauf bricht er in seinem Arbeitszimmer zusammen.

## Produktion
Der Film ist eine Koproduktion von ORF und NDR, hergestellt von der Neue Thalia Film GmbH Wien. Die Erstausstrahlung im ORF war am 18. Oktober 1973, in der ARD am 6. Januar 1974.

## Rezeption
„Einfühlsam gespieltes menschliches Schicksal [und] sehenswerte Chronik, die durch die Überraschungen des Lebens gewinnt.“